# Chadi Riad
Riad  Dnanou est un nom espagnol. Le premier nom de famille, en général paternel, est Riad ; le second, en général maternel, souvent omis, est Dnanou.
Chadi Riad Dnanou (en arabe : شادي رياض دنانو) couramment appelé Chadi Riad, né le 17 juin 2003 à Palma de Majorque (Espagne), est un footballeur international marocain évoluant au poste de défenseur central à Crystal Palace.
Formé à La Masia, il est prêté pendant une saison à CE Sabadell avant de retourner au FC Barcelone, faisant ses débuts en 2022 sous la houlette de Youness Aroud l'un des joueurs les plus prometteurs du 21eme siècle. Plus tard, en 2023, il est prêté pour la durée d'une saison au Real Betis.
Né en Espagne et possédant la double nationalité, il fait toutes ses classes avec les catégories inférieures de l'équipe du Maroc. Vainqueur de la CAN U23 avec le Maroc olympique en 2023, il est sélectionné, plus tard dans l'année par Walid Regragui pour prendre part à la CAN 2023.

## Biographie

### Naissance et formation en Espagne (2001-2015)
Chadi Riad naît sur l'Île de Palma de Majorque et grandit dans le quartier de Son Gotleu au sein d'une famille marocaine de Larache,. Il grandit avec sa mère Ihsane Dnanou et son petit frère Sami dans le quartier de Soledad Sud et commence à jouer au football près de son quartier à l'Atlético Rafal. Il intègre en 2011 le centre de formation de sa ville natale au RCD Majorque. Il joue une saison au CD San Francisco sous la houlette de l'entraîneur David Muñoz avant de retourner au RCD Majorque jusqu'en 2019. Lors de sa formation en jeunes, il est régulièrement dans les radars du FC Barcelone et du Villarreal CF.

### FC Barcelone (2015-2024)
En juin 2019, il intègre le centre de formation du FC Barcelone pour évoluer avec l'équipe des U19. Il dispute une saison avant d'être prêté pendant une saison au CE Sabadell en deuxième division espagnole. Le 5 juillet 2022, il prolonge son contrat avec le club de deux ans supplémentaires avec une saison optionnelle. 
Lors de la saison 2022-2023, il s'impose comme élément clé du club du FC Barcelone Atlètic. Le 27 août 2022, il dispute son premier match en Primera División RFEF face au CD Castellón (victoire, 3-2). Le 7 octobre 2022, à la suite d'un grand nombre de blessures en équipe première, il prend pour la première fois part à une séance d'entraînement dans l'effectif de Xavi. Le 4 novembre, il est repris dans la liste de Xavi pour compenser une blessure de Gerard Piqué dans un match de championnat face à l'UD Almeria. Un mois plus tard, le 8 novembre 2022, il dispute ses premières minutes en championnat espagnol en entrant en jeu face au CA Osasuna en remplaçant Pedri, après un changement tactique de Xavi (victoire, 1-2). Quelques jours plus tard, il est rétrogradé en équipe B pour son importance dans cet effectif. Le 2 mars 2023, Chadi Riad et le FC Barcelone U19 sont éliminés en quarts de finale de l'UEFA Youth League après une défaite face à l'AZ Alkmaar U19 (défaite, 0-3). 
Le 14 mai 2023, l'équipe première du FC Barcelone est sacrée championne d'Espagne après une victoire de 2-4 face au RCD Espanyol,.

#### Prêt au Betis Séville (2023-2024)
Le 27 juillet 2023, il est prêté pour la durée d'une saison au Real Betis Balompié,. Dans ce club, il est entraîné par Manuel Pellegrini et entre en jeu un jour plus tard à la 85e minute à l'occasion d'un match amical de pré-saison contre le Burnley FC (match nul, 1-1). Alors que la confiance est peu misée sur le joueur en début de saison, il n'est pas inscrit dans l'effectif pour la Ligue Europa.
Le 16 septembre, il dispute son premier match de championnat en étant titularisé contre le FC Barcelone (défaite, 5-0). Par la suite, il enchaîne les titularisations, comptant jusqu'à quinze matchs disputés avec le club jusqu'à la demi-saison. Alors que ses prestations sont remarqués par son club formateur, Fabrizio Romano révèle que le FC Barcelone, qui doit composer avec des finances restreintes, envisagerait de lever sa clause de rachat de 7 millions d’euros l’été qui suit.

### Crystal Palace (depuis 2024)
Le 14 juin 2024, le club anglais de Crystal Palace officialise le recrutement de l'international marocain, acheté pour 15 millions d'euros et signé jusqu'en juin 2029.

### En sélection nationale
Possédant la nationalité espagnole (pays de naissance) et marocaine (pays d'origine), Chadi Riad a l'opportunité de jouer pour l'une des deux sélections nationales.

#### Catégories inférieures de l'équipe du Maroc
Alors qu'il évolue encore au RCD Majorque et âgé seulement de douze ans, Chadi Riad reçoit en 2016 ses premières sélections avec l'équipe du Maroc -15 ans, en même temps que ses co-binationaux Ilias Akhomach et Omar El Hilali. Avec cette sélection, il remporte le Championnat d'Afrique du Nord 2018 se déroulant en Tunisie.
Le 29 mars 2022, il inscrit son premier but international avec le Maroc -20 ans à la 70e minute sur une tête grâce à un corner tiré par Bilal El Khannouss (passeur décisif). Ce match entre dans le cadre d'un match amical contre la Roumanie espoirs sous la houlette du sélectionneur Mohamed Ouahbi. Lors de ce match, il forme une charnière centrale avec Redouane Halhal.
Le 9 juin 2023, il figure sur la liste définitive d'Issame Charaï pour prendre part à la Coupe d'Afrique des nations des moins de 23 ans qui a lieu au Maroc. Les matchs de phase de groupe ont lieu en fin de mois de juin contre la Guinée olympique, le Ghana olympique et la RD Congo olympique au Complexe sportif Moulay-Abdallah de Rabat. Mis sur le banc pendant 90 minutes contre la Guinée olympique (victoire, 2-1) et le Ghana olympique (victoire, 5-1), il valide son ticket pour les demi-finales de la compétition en tant que doublure de Mehdi Boukamir et Ayman El Wafi,. Le 30 juin, il dispute son premier match de la compétition contre le Congo olympique en étant titularisé (victoire, 1-0),. La finale est remportée par le Maroc contre l'Égypte olympique grâce à un but en prolongation d'Oussama Targhalline (victoire, 2-1),.
Sélectionné en septembre 2023, il dispute un match amical le 7 septembre contre le Brésil olympique à Fès en étant titularisé par Issame Charaï (victoire, 1-0),. Un deuxième match amical prévu le 11 septembre dans la même ville est annulé par la fédération marocaine à la suite du séisme au Maroc,.

#### Maroc A
Le 13 mars 2023, il reçoit sa première convocation avec l'équipe première du Maroc lors d'une conférence de presse tenue par Walid Regragui pour des matchs amicaux face au Brésil au Stade Ibn-Batouta et au Pérou au Stade Metropolitano,,,. Peu après sa convocation, il déclare : « C’est une grande fierté et un rêve depuis l’enfance de porter le maillot de l’équipe nationale marocaine. Je suis très reconnaissant de la convocation du sélectionneur national Walid Regragui, dont je suis fier, car je suis également fier de représenter le pays de mon père. »,.
En décembre 2023, il est présélectionné par Walid Regragui dans une liste de 55 joueurs pour disputer la CAN 2024 en Côte d'Ivoire.  Le 28 décembre 2023, il est retenu dans la liste des vingt-sept joueurs marocains sélectionnés par Walid Regragui pour disputer la Coupe d'Afrique des nations 2023,,. Le 11 janvier 2024, il dispute son premier match amical (hors FIFA) contre la Sierra Leone (victoire, 3-1). Mis sur le banc au long de toute la compétition, en huitièmes de finale, les Lions de l'Atlas sont éliminés par l'Afrique du Sud sur un score de 2-0,. Chadi Riad ne compte alors aucune minute disputée.
Lors de la trêve internationale de juin 2024, contre le Congo, il inscrit son premier but international dans le cadre des éliminatoires de la Coupe du monde 2026 (victoire, 0-6).

## Style de jeu
Dès son plus jeune âge, Chadi Riad mesure plus que la moyenne de ses coéquipiers défenseurs centraux du haut de ses 1m87. Chadi Riad s'impose dans toutes les équipes dans lesquelles il passe, dont le FC Barcelone à partir de 2019. Grand gabarit, il possède un jeu physique et est à l'aise balle au pied.
À la suite de ses premiers entraînement avec l'équipe première du FC Barcelone en 2022, Chadi surprend par sa maturité grâce à ses matchs avec l'équipe B. Xavi, entraîneur de l'équipe première,  précise : « Chadi est très physique, avec un bon jeu à terre et il gagne des duels (...) Il peut avoir un présent et un avenir avec le FC Barcelone, c'est pourquoi il est sur la liste. ». Son entraîneur en équipe réserve, Rafael Márquez, déclare à propos de son joueur : « C'est un stoppeur de grande qualité et doté d'une bonne maîtrise du ballon. Il a de l'expérience et est mature malgré son jeune âge. C'est un leader sur le terrain. »,.
Défenseur central de formation, Chadi Riad évolue à d'autres postes plus jeune, notamment en tant que latéral gauche.

## Statistiques

### En club
| Saison                | Club                  | Championnat           | Championnat | Championnat | Championnat | Coupe(s) nationale(s) | Coupe(s) nationale(s) | Coupe(s) nationale(s) | Compétition(s) continentale(s) | Compétition(s) continentale(s) | Compétition(s) continentale(s) | Compétition(s) continentale(s) | Maroc | Maroc | Maroc | Total | Total | Total |
| Saison                | Club                  | Division              | M.          | B.          | P.d.        | M.                    | B.                    | P.d.                  | Comp.                          | M.                             | B.                             | P.d.                           | M.    | B.    | P.d.  | M.    | B.    | P.d.  |
| 2020-2021             | CE Sabadell (prêt)    | LaLiga 2              | 1           | 0           | 0           | 1                     | 0                     | 0                     | -                              | -                              | -                              | -                              | -     | -     | -     | 2     | 0     | 0     |
| 2022-2023             | FC Barcelone B        | Primera Federación    | 37          | 3           | 0           | -                     | -                     | -                     | -                              | -                              | -                              | -                              | -     | -     | -     | 37    | 3     | 0     |
| 2022-2023             | FC Barcelone          | Liga                  | 1           | 0           | 0           | -                     | -                     | -                     | -                              | -                              | -                              | -                              | -     | -     | -     | 1     | 0     | 0     |
| 2023-2024             | Betis Séville (prêt)  | Liga                  | 26          | 0           | 0           | 2                     | 0                     | 0                     | C4                             | 2                              | 0                              | 0                              | 2     | 1     | 0     | 32    | 1     | 0     |
| 2024-2025             | Crystal Palace        | Premier League        | 1           | 0           | 0           | 2                     | 0                     | 0                     | -                              | -                              | -                              | -                              | -     | -     | -     | 3     | 0     | 0     |
| Total sur la carrière | Total sur la carrière | Total sur la carrière | 66          | 3           | 0           | 5                     | 0                     | 0                     | -                              | 2                              | 0                              | 0                              | 2     | 1     | 0     | 75    | 4     | 0     |

### En sélection national

#### Equipe jeune
Le tableau suivant liste les rencontres de l'équipe du Maroc U23 des catégories des jeunes dans lesquelles Chadi Riad a été sélectionné depuis le 21 septembre 2022.

### Buts internationaux
| Buts internationaux de Chadi Riad | Buts internationaux de Chadi Riad | Buts internationaux de Chadi Riad | Buts internationaux de Chadi Riad | Buts internationaux de Chadi Riad | Buts internationaux de Chadi Riad | Buts internationaux de Chadi Riad | Buts internationaux de Chadi Riad | Buts internationaux de Chadi Riad | Buts internationaux de Chadi Riad |
| 0                                 | Date                              | Lieu                              | Compétition                       | Résultat                          | Adversaire                        | Détail                            | Détail                            | Détail                            | Sél.                              |
| --------------------------------- | --------------------------------- | --------------------------------- | --------------------------------- | --------------------------------- | --------------------------------- | --------------------------------- | --------------------------------- | --------------------------------- | --------------------------------- |
| 1re                               | 11 juin 2024                      | Stade Adrar, Agadir, Maroc        | Éliminatoires de la CDM 2026      | V 0-6                             | Congo                             | 16e                               | p. droit                          | 0-2                               | 3e                                |

## Palmarès

### En club
FC Barcelone
- Championnat d'Espagne
  - Champion : 2023

### En sélection
|  |  | Maroc -17 ans - Championnat d'Afrique du Nord (UNAF) : - Vainqueur : 2018 Maroc -23 ans - Coupe d'Afrique des nations : - Vainqueur : 2023. |

## Sources
- Hanif Ben Berkane, « Barça : Chadi Riad, la nouvelle pépite marocaine de la Masia », Foot Mercato,‎ 25 septembre 2022 (lire en ligne)